# Guillermo Lora
Guillermo Lora Escobar foi um ativista político boliviano, dirigente do Partido Obrero Revolucionário, trotskista na Bolívia.

## Biografia
Guillermo Lora Escobar nasceu em 31 de outubro de 1922 na cidade de Uncía, Departamento de Potosí, Bolívia.  A Bolivia dos anos 20 era uma das nações mais pobres da América Latina. Sua economia dependia da exportação do estanho in natura. A exploração de estanho ficou concentrada nas mãos de uma minoria de proprietários com sólidas ligações internacionais, a chamada oligarquia mineira (Simón I. Patiño, Mauricio Hothschild, Carlos Aramayo, etc.). O poder desta oligarquia (popularmente conhecido como la rosca), no entanto, não se limitou ao estanho. Patiño (o maior empresário do país), por exemplo, era dono de bancos, ferrovias, jornais, etc.
Ao lado desta oligarquia do estanho se desenvolveu uma burguesia urbana comercial muito dependente da mineração, e principalmente do imperialismo. A pequena-burguesia urbana dedicava-se a atividades artesanais (uma minoria às atividades intelectuais), suportava parcialmente o peso da dominação oligárquico-burguesa. A ausência de indústrias nas cidades faz com que o proletariado se desenvolva no interior do país, nas regiões de mineração.

### Lora e o POR
No final da década de 30, Guillermo Lora, então um estudante secundarista, juntou-se ao Partido Obrero Revolucionario reestruturado após a cisão de Tristán Marof. No início dos anos 40 cursava a Faculdade de Direito, em La Paz, onde aprofundou seus estudos sobre o marxismo. Era a época da ditadura de Enrique Peñaranda del Castillo, mais tarde responsável pelo massacre de Catavi. Lora recrutou alguns estudantes de Direito (incluindo Miguel Alandia Pantoja) e estruturou uma célula na cidade, ainda em 1941. Ele ensinava história em uma escola de ensino médio onde também recrutou alunos para o partido. O grupo de La Paz, liderado por Lora, já com um número considerável de membros, decidiu avançar com a propaganda. Em La Paz, planejaram uma campanha de protesto contra a reunião dos chanceleres organizada pelo imperialismo no Rio de Janeiro, através de cartazes e pichações, o que imediatamente atraiu a atenção da polícia. Um de seus alunos foi preso e, a partir dele, mais do que cinco militantes foram capturados. Lora conseguiu fugir para Cochabamba e informou o Comitê Central da perseguição em La Paz.
A continuidade da repressão fez com que o Partido cortasse os laços com o exterior e este não conseguiu organizar um aparato clandestino. A repressão forçou incontáveis militantes a migrar para as regiões mineiras. Lora, dessa forma, foi para Oruro e, juntamente com outros companheiros passou a divulgar as idéias revolucionárias em vários distritos mineiros (Siglo XX, Colquiri, San Jose, Huanuni, etc.). Esta atividade também não foi coordenada pelo CC, mas realizada de forma isolada pelos militantes. Mesmo após o CC ser informado deste trabalho, continuou sem dar uma orientação que contribuiria para evitar os erros cometidos lá.

### O Massacre de Catavi e o Movimento Mineiro
No dia 30 de setembro de 1942, o sindicato dos mineiros de Catavi apresentou sua pauta de reivindicações e o reconhecimento do Sindicato. A principal empresa no setor, Patino Mines, se recusou a participar da reunião de conciliação (como era determinado por lei) e exigiu que o governo não reconhecesse o Sindicato, e declarasse lei marcial na região para conter a agitação dos mineiros. O governo mobilizou o exército do general Penaranda, que cercou a área e prenderam os líderes. A mobilização mineira respondeu com greves e uma grande marcha de oito mil trabalhadores foram para a sede da empresa exigindo a libertação dos prisioneiros. No dia 21 de dezembro milhares de trabalhadores desarmados e suas famílias foram vitimadas pela pesada artilharia do exército boliviano.
Após o impacto do Massacre de Catavi e sua repercussão nacional, o movimento sindical mineiro acordou definitivamente. Em 1944, em Huanuni, foi fundada a poderosa FSTMB (Federação Sindical dos Trabalhadores Mineiros da Bolívia) por iniciativa do governo de Gualberto Villarroel López.
Na ocasião do massacre Lora estava nos distritos de mineração em Oruro. Devido à monumental greve dos mineiros de Catavi, a direção do POR de Oruro instruiu o jovem Guillermo Lora, nesse momento com apenas 20 anos, a viajar para La Paz para distribuir panfletos convidando os trabalhadores a aderirem à greve. O governo boliviano decretou estado de sítio para conter o levante de mineração. Delatado por marofistas (PSOB) à polícia, Guillermo foi preso, pela primeira vez, na estação de trem, e enviado para a ilha de Coati no Lago Titicaca. A ilha fora recentemente transformada em um campo de concentração para presos políticos e presos comuns. Nesta ilha Lora continuou a sua aprendizagem marxista. Seu tio Nestor Lora, um advogado que tinha reputação de maçon, cuja família era de tradição liberal, antipatizando tanto com os republicanos quanto com os conservadores, interveio, sem o consentimento de Guillermo Lora pela sua liberdade.

### Lora e as Teses de Pulacayo
Quando a FSTMB foi fundada em junho de 1944, em seu primeiro congresso estiveram presentes Villarroel e seu Ministro do Trabalho. O objetivo do governo era controlar o movimento dos mineiros através do Movimento Nacionalista Revolucionário. Graças a este último, a FSTMB agiu em conjunto com o Ministério do Trabalho em seus estágios iniciais. Ainda assim, um importante setor dos trabalhadores, buscando independência do governo, foi impulsionado pelo POR. Em pouco tempo os congressos mineiros foram se caracterizando por sua maior independência do governo e sua enorme disposição de luta. O POR desempenhou um papel destacado neste processo e foi ai que foi se estruturando como partido bolchevique.
Num momento em que os congressos mineiros eram tutelados pelo governo e monitorados de perto por seus agentes, tinham de ser autorizados pelo Estado para funcionar e este fazia sentir o seu braço controlador (compra de delegados, etc.) a influência porista e trotskista vigorosamente se expressa. Os militantes do POR e, especialmente, Lora (então com 24 anos), conseguiram um feito memorável, resultado da aproximação com os mineiros e transformação do seu exacerbado instinto comunista em consciência política marxista. Só assim que se pode explicar a enorme influência que tiveram as famosas Teses de Pulacayo aprovadas pelo Congresso Extraordinário Mineiro de Pulacayo. Lora escreveu pessoalmente as teses imprimiu seu estilo vigoroso, sempre se referia às teses como um documento dos mineiros e não como seu. Mas é inegável que a derrota ideológica no meio mineiro, imposta ao estalinismo, ao nacionalismo e ao governismo foi devido a Guillermo e à militância do POR. As Teses Pulacayo são um programa sindical sui generis que expressam os métodos e o objetivo estratégico da revolução proletária. Sinalizam não só a independência política do proletariado boliviano, mas também o caminho para a tomada do poder e o estabelecimento de um governo operário e camponês (ditadura do proletariado).
As teses apresentadas por trabalhadores da Mina Siglo XX foram defendidas pelos mineiros e aprovadas contra a vontade do movimentismo e do estalinismo. Foram espalhadas por todo o universo mineiro boliviano e tornaram-se referências na luta. As teses foram citadas, atacadas, distorcidas, e mereceram comentários de praticamente todos os grupos políticos na Bolívia, desde as ditaduras gorilas, passando pelos republicanos e nacionalistas para chegar aos grupos de esquerda.
Lora, posteriormente, apontou algumas deficiências das teses (a tática da frente única proletária numa semi-colonia, entre outras). Mas reafirmou que, além de sua importância histórica, sua atualidade é incontestável como um programa que assinala a unidade da defesa das reivindicações imediatas com a luta pela conquista do poder político e a destruição do capitalismo. O documento de Pulacayo significa nada mais e nada menos do que a aplicação do programa trotskista (Programa de Transição), não a partir deste ou daquele intelectual em seu gabinete, mas desesperadas e explosivas lutas das massas pela sua emancipação.

### O sexenio rosquero
O golpe de 21 de julho de 1946 (que derrubou Villarroel) levou os partidos da oligarquia rosquera aliados com o estalinismo, de volta ao poder. Abriu um período de seis anos conhecido como sexenio rosquero, que vão de 1946-1952. A Segunda Guerra Mundial havia acabado e o novo governo de unidade nacional foi formado por uma frente de vários partidos e facções. Mas nesta frente estaria o  Partido da União Republicana Socialista (PURS). Em 03 de janeiro de 1947 foram realizadas eleições para legitimar o novo governo. O candidato do PURS (Enrique Hertzog Garaizabal) venceu a eleição com 44.700 votos em 105.000 pessoas com direito a voto. O aumento da influência do POR dentro da FSTMB, aproveitando-se da falência do estalinismo, do marofismo e do movimentismo, permitiu a criação de Frente Unida Proletária (Frente POR-FSTMB) no espírito das Teses Pulacayo. Nestas eleições, o chamado Bloco Mineiro Parlamentar elegeu 10 parlamentares, que combinaram a ação parlamentar com a ação direta nos distritos mineiros para enfrentar o novo período de dominação.Entre os deputados mineiros estavam Guillermo Lora (deputado pelo distrito mineiro de Llallagua-Catavi), Mario Torres (Secretário Geral da Federação de Mineiros e deputado da província de Quijarro), Juan Lechín Oquendo‎ (Secretário Executivo da FSTMB, e senador pelo Departamento de Potosi), Anibal Vargas (membro do POR e suplente do distrito de Sul Chichas) entre outros. Lora incansavelmente usou a tribuna do parlamento para denunciar as leis antipopulares, os ataques contra os operários e suas péssimas condições de vida. Lora e demais deputados operários questionam o governo Herzog sobre a greve dos mineiros de 1948.
No início de 1949, quando se iniciou um novo assenso do movimento mineiro, os parlamentares do bloco mineiro foram proibidos ir a Catavi. Lora fez uma agitação a partir da tribuna denunciando a atitude do governo burguês. A remoção de Herzog (08 de maio de 1949), por razões de saúde, que são então transformadas em renuncia levou a mudanças políticas na linha do governo com relação aos sindicatos e ao movimento dos mineiros. O vice-presidente Mamerto Urriolagoitia, ao assumir o cargo, imprimiu imediatamente a via da militarização dos movimentos e de repressão violenta ao proletariado mineiro. No final de maio de 1949, os deputados operários acabaram sendo presos e deportados para Antofagasta, no Chile. O exílio chileno de Lora durou até outubro, quando, através da Argentina, retornou clandestinamente para a Bolívia e mal acabando de chegar dirigiu-se ao parlamento burguês. Vários representantes do governo se aglomeram na entrada do palácio legislativo com a intenção de vê-lo preso. “A polícia interveio e desocupou o hall do congresso, Lora, pediu garantias ao presidente da Câmara, o que lhe foi concedido”. Não houve sessão por falta de quórum e Lora foi acompanhado por vários deputados até a embaixada do Uruguai, onde foi obrigado a pedir asilo. Seu novo exílio duraria vários meses. Os primeiros documentos assinados por Lora como Secretario General do POR datam do final de outubro de 1950. Em La Paz apareceu em 1948 um documento aprovado em uma reunião onde participaram Herrera, Paz, Riva, G. Lora, Trujillo e Záens. O documento afirma: a atuação política da atual direção do Partido se caracteriza, antes de tudo, por ter operado um retrocesso nos métodos e na tática nestes dez últimos anos. (…) A oposição busca una mudança radical na direção política do Partido afins de colocá-lo a altura das atuais circunstancias. A oposição busca salvar os princípios políticos do marxismo revolucionário e reconquistar a continuidade política do passado no presente, denunciando e combatendo todos os desvios da atual direção.

### A Revolução de 9 de abril de 1952
O governo de Urriolagoitia fixou a data das próximas eleições presidenciais para maio de 1951. O partido do governo PURS e a FSB (Falange Socialista Boliviana, grupo de direita com características fascistas), saíram divididos apostando na fragilidade dos grupos de esquerda. O MNR que realizou sua convenção secretamente lançou Víctor Paz Estenssoro  como candidato. O Movimento Nacionalista Revolucionário, que contava com o apoio de várias cidades, conseguiu vencer as eleições com 54 mil votos, 14 mil a mais que, Gonzalez do PURS. Mas, a 16 de maio, o chamado mamertazo anulou o resultado das eleições. O MNR, incapaz de recorrer à classe operária, por temê-la, retomou sua velha fórmula putchista. Na manhã de 9 de abril de 1952, mais de dois mil carabineiros e militantes do MNR tomaram principais pontos de La Paz. Os golpistas que contavam que o exercito estivesse anulado, foram surpreendidos pelo contra-ataque do general Humberto Torres, fiel à Junta Militar, que agrupou cinco regimentos. Os golpistas do MNR estavam quase se rendendo quando as massas entraram em ação. Com sua intervenção na arena dos acontecimentos, a situação se transformou radicalmente. Os trabalhadores de La Paz assaltaram quartéis, tomaram as armas e derrotaram os regimentos do exército. Os mineiros das regiões vizinhas, armados com dinamites, tomaram de assalto o quartel general de Humberto Torres, em El Alto. A presença das massas em La Paz, Oruro e outros centros do conflito transformaram o que seria um golpe fracassado em uma revolução social. Sem dúvida, os trabalhadores agruparam-se rapidamente ao redor do MNR, com a ilusão de que este materializaria as reivindicações de Pulacayo.
O POR, que teve uma intervenção dispersa, pois seus militantes haviam sido duramente reprimidos pelo governo rosquero (Guillermo Lora, no final de 1951 viajara ao Congresso da IV Internacional e pelas manobras do pablismo – que não pagou sua passagem de volta –, se encontrava imobilizado na capital francesa).

### A Construção da COB e o Duplo Poder
Coube a um militante do POR, Miguel Alandia Pantoja, a proposta e iniciativa de iniciar os trabalhos para a formação da COB, em cuja coluna vertebral se encontravam os mineiros. A poderosa Central Obrera Boliviana (COB) logo se transformaria num órgão de poder proletário; em uma central com características soviéticas, como dirá depois Lora. A COB exigiu a nacionalização das minas e ferrovias, a revolução agrária, o fim das leis anti-operarias, a dissolução do exército e sua substituição por milícias operário-camponesas, etc. Abriu um período de dualidade de poderes na Bolívia, entre o Palacio Quemado (a frente do qual estava o presidente Víctor Paz Estenssoro, vindo recentemente do exílio, representante da ala direita do Movimento Nacionalista Revolucionário) e a COB, comandada por Juan Lechín Oquendo, representante da ala esquerda do mesmo MNR. As massas pressionavam o governo para que atendesse suas reivindicações. Lora demonstrou que o governo enemerista era nesse período praticamente prisioneiro das massas e junto com essa pressão era visível o inicio de uva desconfiança com relação ao novo governo. Rapidamente se formou um gabinete de coalizão ente a COB e o MNR, o chamado co-governo, com a participação de três ministros da COB (Juan Lechín, Ministro de Minas; Germán Butrón, Ministro de Trabalho e Ñuflo Chavez, Ministro de Assuntos Camponeses). Esta foi a saída do MNR para estatizar o assustador movimento das ruas. O objetivo do MNR era limitar a revolução ao plano nacional e democrático e alimentar as ilusões das massas de que suas reivindicações seriam atendidas pelo governo dentro da lei e da ordem. O POR atuava empurrando as massas para superar as barreiras impostas pelo MNR e avançar no processo revolucionário. O governo de coalizão atravessou una grande crise no início de 1953. Em 6 de janeiro, ocorreu una tentativa frustrada de golpe de estado organizada pela direita reacionária com apoio da ala anticomunista do MNR, com o objetivo de emancipar o governo da pressão das massas. O fracasso do golpe empurrou as massas mais a esquerda. Mas foram ludibriadas por Lechín e sua ala esquerda que propunham apenas o aumento do número dos ministros operários. Neste momento vemos o afloramento de uma ala pablista na direção do POR que começou a apoiar as teses de Lechín, sonhando com a formação de um partido formado da fusão do POR com a ala esquerda do MNR (na seqüência estes elementos romperão com o POR e ingressarão no Movimento Nacionalista Revolucionário) Lora fez o seguinte balanço crítico: A consigna de todo poder a Central Obrera Boliviana poderia levar os trabalhadores a vitoria em duas oportunidades excepcionalmente favoráveis. A primeira foi quando a agitação em torno da imediata nacionalização das minas sem indenização e sob o controle operário chegou a seu ponto culminante (primeira metade de abril de 1952). A segunda se apresentou com o fracasso do golpe de estado de 6 de fevereiro de 1953. O fato de não haver aproveitado devidamente estas oportunidades e de nos conformarmos em marchar atrás das consignas da esquerda movimientista constituíram os maiores erros do POR e devem ser imputados aos pablistas e entristas, que naquele momento monopolizavam a direção.

### A Luta contra o Pablismo
“O primeiro choque com o pablismo se produziu quando o Secretariado Internacional ordenou que a tese política do POR, aprovada em sua 10ª Conferencia Nacional (junho de 1953), fosse substituída por outro documento redatado pelo referido organismo. A proposta foi rechaçada. Foi então que o Bureau Latino-americano enviou agentes clandestino para organizar o que se chamaria a fração proletária internacionalista do POR”. Depois disso pablistas e canonistas nos acusam de desvio nacionalista pela simples razão de que nos negamos a reconhecer sua autoridade, por considerar que constituem a negação da própria IV Internacional.”
A FPI defendia a tese de uma ruptura iminente entre as alas esquerda e direita do Movimento Nacionalista Revolucionário (Bolivia). Partia da consideração, típica dos pablistas, de que a situação era de profundo Ascenso e que cabia ao POR, portanto, colaborar com a ala esquerda e inclusive seguir uma tática entrista neste setor para permitir a radicalização da revolução. A FP, majoritária no partido, se utilizou de métodos estalinistas na condução do partido e finalmente se apropriou do periódico do POR, o Lucha Obrera.

### A Desmobilização das Massas
A nacionalização das minas mediante frondosas indenizações para a oligarquia, os planos de estabilização monetários (Plano Eder, Decenal, Triangular) que aumentaram a miséria salarial, a subordinação ao imperialismo ianque, a reconstituição do exército com o fim das milícias operário-camponesas e a estatização dos sindicatos mineiros criaram um novo quadro de retomada das lutas operárias. Lentamente o novo ascenso começou a se projetar. No final de 1957, a FSTMB aprovou uma resolução exigindo aumento de salários, fim do co-governo com o Movimento Nacionalista Revolucionário e rechaço do Plano Eder. Em 1958, o governo Hernán Siles Zuazo, que substituiu Víctor Paz Estenssoro na presidência, enfrentou greves mineiras (março de 1958) e das telecomunicações. Nos primeiros meses de 1959 uma nova greve de mineiros enfrentou o governo de Hernán Siles Zuazo; Lechin perde espaço na FSTMB e o POR passou a dirigir os comitês de greve independentes, nos distritos mineiros (tendo a frente Cesar Lora). Depois da segunda eleição de Víctor Paz Estenssoro, desta vez com Lechin como vice-presidente, os choques se tornaram mais violentos. O Plano Triangular de reorganização da Corporação Mineira Boliviana (COMIBOL), ditado pelos Estados Unidos e aplicado pelo governo Paz-Lechin que previa fechamento de minas e a redução de 20% dos funcionários, constituíram um novo ponto de conflito com os mineiros. O governo foi obrigado a perseguir os líderes sindicais e aos partidos de oposição como o POR. Foram enviadas tropas para ocupar militarmente os acampamentos mineiros e os dirigentes foram presos (Federico Escobar do PCB) ou demitidos, como Cesar Lora.
Em 1958, Guillermo Lora foi processado como diretor do jornal Masas, acusado de ser o inspirador intelectual dos levantes anti-governamentais. Em seu julgamento escreveu sua famosa contra-resposta Acusado acuso por mi turno. A Corte Suprema de Justiça lhe concedeu liberdade condicional. Em 1959, por continuar os ataques ao governo Hernán Siles Zuazo, Lora foi preso por agentes do controle político em Potosí, antes inclusive de publicado o decreto que cancelava sua liberdade condicional. Em seguida foi liberado por pressão dos operários. Preso novamente quando retornava a La Paz e novamente liberado por pressão dos operários de Oruro (mineiros de Llallagua e San José), quando era transferido sob forte custodia.
Novamente preso, Guillermo Lora foi transferido, em meados de 1961, com outros presos políticos, para o campo de concentração de Puerto Villarroel. As condições extremamente desumanas da prisão de Villarroel levaram os presos políticos, entre eles vários poristas, a una dura greve de fome, da qual participou Lora. A notícia sobre a greve conseguiu romper o cerco de isolamento e chegou as cidades bolivianas. Em vários centros urbanos aconteceram movimentos de apoio e a exigência de liberdade aos presos políticos.
A desmobilização das massas durou quase uma década. Graças ao persistente trabalho do POR nas minas, sob perseguição do oficialismo, os poristas foram pouco a pouco retomando suas posiciones e influenciando uma parte importante dos mineiros.

### A ditadura de Barrientos
No inicio da década de 1960 Lechin foi afastado do governo enquanto viajava a Roma. A ala sindical do Movimento Nacionalista Revolucionário  resolve formar um novo partido, o PRIN (Partido Revolucionário da Esquerda Nacionalista). O MNR caminhava mais a direita. As massas se lançaram contra o governo e um novo ascenso revolucionário se desenvolveu. Lora foi novamente preso por agentes do controle político em outubro de 1963. La reação burguesa se recompôs e temerosa por haver um descontrole no movimento mineiro e social organizou a derrocada do governo emenerista, incapaz agora de conter o avanço dos trabalhadores. As massas que esgotavam suas ilusões no movimentismo, avançavam para retomar o elo perdido em 1952. A burguesia, que recorreu ao golpe militar do general René Barrientos (candidato a vice-presidente de Víctor Paz Estenssoro), em 1964, não encontrava outra forma de deter os explorados que não fosse mediante um banho de sangue e a proibição integral das liberdades sindicais. Em outubro de 1964 ocorreu o Massacre de Sora Sora; diversos militantes operários do POR foram feridos em meio ao fogo de artilharia militar. Em março de 1965, Guillermo Lora denunciou o governo em conferencias (sobre o golpe de estado de Barrientos) proferidas na Universidade de San Andrés. Em 15 de março, Lora escreveu uma carta em resposta ao discurso do presidente René Barrientos que o acusou de querer promover a guerra civil no país. No jornal Masas nº 275 de 13 de março, Lora já havia denunciado o general e outros comandantes que divulgaram sua decisão de destruir todos os opositores do regime que predicassem a guerra civil. O artigo intitulado O militarismo decidiu abater o povo. Nele, Lora se refere ao discurso do secretario de Defesa que havia prometido assassinar o secretario general do POR para poder calar a única voz que teve a coragem de denunciar a presença do militarismo fascista.
Em meados de 1965 o governo colocou os sindicatos e a COB na ilegalidade. O sindicalismo clandestino ganhou força. Vários dirigentes fugiram, entre eles Juan Lechin, que a principio havia apoiado o golpe de René Barrientos. Constituíram-se no interior do exército esquadrões da morte para eliminar as direções do movimento operário. Em 29 de julho o exército assassinou Cesar Lora dirigente mineiro, irmão de Guillermo, dois dias depois o operário gráfico e porista Julio C. Aguilar foi sequestrado e morto. E em 1967, dois anos depois, o líder mineiro e dirigente porista Isaac Camacho foi preso, assassinado e seu corpo desaparecido.
Foi durante a ditadura de Barrientos, que houve a tentativa de se montar na Bolívia um foco guerrilheiro dirigido por Che Guevara. Enquanto que a imensa maioria das correntes se deixou levar por essa nova moda do foquismo, coube a Guillermo travar dura polêmica contra os que proliferavam inclusive dentro do POR. Foi neste período que Lora escreveu uma de suas obras mais importantes: Revolução e Foquismo. Durante a década de 70, um setor militante abandonou o POR para lançar-se a aventura foquista.

### A Experiência da Assembleia Popular
Em 1969, com a morte de Barrientos, assumiu o governo o general Alfredo Ovando Candia, através de outro golpe. O movimento operário que já recuperara seu ímpeto de luta desde 1967, voltou lentamente a reunir suas forças. O Congresso da COB, o 1º de maio de 1970, foi um reflexo desse reagrupamento. O governo Ovando enfrentou una serie de crises políticas que se arrastaram por meses e concluiu com o golpe do general nacionalista Juan José Torres, em 6 de outubro de 1970. Nesse mesmo dia, o já incontrolável movimento de massas desaguou na criação do “Comando Político do Povo e da COB”, do qual participaram vários partidos de esquerda e um setor do MNR (expulso mais tarde por “violar os acordos tomados pelo Comando”). Desde o principio duas linhas políticas se apresentaram no Comando do Povo: a primeira se orientava para um acordo com Torres para a formação de um governo de unidade nacional repetindo a experiência de 52. A segunda, apresentada pelo POR, defendia a independência política dos explorados e assinalava a perspectiva de estruturar um órgão de poder proletário. A linha do co-governo com Torres, apesar de combatida duramente por Lora, se tornou majoritária no Comando. Quando se deu tentativa de golpe do general Miranda, em fins de 1970, a greve general convocada pelo Comando do Povo frustrou as operações militares e impôs a derrota ao gorilismo. Juan José Torres e parte do Comando fizeram um acordo político para que as organizações operárias, vinculadas a este, participassem de seu frágil governo com a metade dos ministérios.
A poderosa pressão das massas operárias radicalizadas que estavam nas ruas empurraram o Comando do Povo para sua crise interna, que se concretizou na disputa por transformá-lo em uma variante do parlamento da classe dominante, encarregado esta vez de vigiar os atos do poder executivo (…) ou em um verdadeiro órgão de poder, que como tal, estava chamado a conseguir o monopólio do aparato estatal em suas mãos.
A radicalização crescente das massas logo permitiria ao POR exercer uma enorme pressão para a fundação de uma Assembleia Popular, órgão de poder soviético. Assim ocorreu em 15 de janeiro de 1971, quando depois de uma nova tentativa golpista, dos militares agrupados novamente ao redor de Miranda, foram novamente derrotados graças a greve geral r a mobilização dos mineiros. Nesse mesmo dia, o Comando Político do Povo e da COB, por pressão dos explorados, se transformou em uma Frente Revolucionária Antiimperialista, materializada na Assembleia Popular. Lora contava então com 50 anos, em plena maturidade política, teve um importante papel nesses acontecimentos, criticando implacavelmente a participação operária no governo Torres (repetindo o erro do co-governo de 1952). A influência política do POR superava sua influência numérica. Mais uma vez Lora e os poristas impuseram uma derrota ideológica ao estalinismo e ao lechinismo. A Assembleia Popular rapidamente agrupou a maioria nacional oprimida e imediatamente planejou como incorporar os camponeses.
A Assembleia Popular não teve tempo para ramificar-se pelo país. As Assembleias Populares Regionais estavam apenas amadurecendo quando o golpe militar de Hugo Banzer, organizado meticulosamente desde Santa Cruz, destruiu a dualidade de poderes antes que o movimento operário e popular tivesse tempo de influenciar parte das forças armadas e ganhar um setor das tropas. Depois do golpe de 21 de agosto de 1971, Guillermo Lora foi obrigado a se exilar no Chile. No seu balanço dos acontecimentos, dá grande importância a tática da frente revolucionária anti-imperialista (FRA) que ao materializar-se implicava necessariamente entrar em choque com a burguesia e assinalava o caminho da ditadura proletária. Neste período publicou seu clássico “Da Assembleia Popular ao Golpe Fascista”.

### Anos seguintes
Nos anos e décadas seguintes, Guillermo Lora continuou sua atuação como ativo militante. Em março de 1985, durante a greve geral de 15 dias, motivada pelos reflexos da forte crise econômica (inflação de 2.700% em 1984) houve paralisação geral das atividades e marchas de protesto para La Paz de delegações mineiras. O governo Víctor Paz Estenssoro acusou a Lora de ser autor intelectual dos distúrbios. Em 1º de novembro de 1985 estava escondido, procurado pela polícia boliviana acusado de promover agitação social no país.[carece de fontes?]